# Катастрофа Vickers Viscount на Чимборасо
Катастрофа Vickers Viscount на Чимборасо — авиационная катастрофа пассажирского самолёта Vickers 785D Viscount эквадорской авиакомпании SAETA, произошедшая в воскресенье 15 августа 1976 года на склоне вулкана Чимборасо.

## Самолёт
Vickers 785D Viscount с заводским номером 377 был выпущен в 1958 году и 11 марта совершил свой первый полёт. Лайнеру присвоили регистрационный номер I-LIRS и передали заказчику — итальянской национальной авиакомпании Alitalia, в которую он поступил 24 марта. 17 декабря 1969 года борт I-LIRS был продан эквадорской авиакомпании SAETA (Sociedad Anonima Ecuatoriana de Transportes Aereos), где после перерегистрации получил новый бортовой номер HC-ARS и стал в ней первым представителем Vickers Viscount (позже компания приобрела ещё три «Висконта»). 29 января 1972 года прошёл капитальный ремонт в Великобритании на заводе-изготовителе.

## История полёта
Утром данного дня борт HC-ARS выполнял внутренний пассажирский рейс LU-232 из Кито в Куэнку, а пилотировал его экипаж, командиром которого был Марсело Алеман (исп. Marcelo Aleman). Маршрут полёта проходил по прямой с севера на юг с пересечением Анд, а расчётная продолжительность составляла 1 час.
Из-за сильных дождей вылет был отложен чуть больше, чем на час. Наконец в 08:06 рейс 232 с 55 пассажирами и 4 членами экипажа взлетел с полосы аэропорта Марискаль Сукре (Кито). Выполнив несколько разворотов с набором высоты и поднявшись над облаками, экипаж затем направился на юг к Куэнке. Через 21 минуту, в 08:27 с борта HC-ARS доложили о прохождении Амбато (60 километрах к югу от Кито) и что полёт проходит нормально на высоте 18 000 футов (5500 м). Больше сообщений от экипажа уже не поступало и на связь он не выходил. В Куэнку авиалайнер так и не прибыл.

## Поисковые работы
Когда стало ясно, что самолёт исчез, были начаты его поиски. Ещё была жива память об истории четырёхлетней давности, когда 13 октября 1972 года в Андах разбился уругвайский FH-227 с 45 людьми на борту. Тогда выжили 16 человек, которым, с их же слов, на протяжении двух месяцев пришлось есть человеческое мясо, прежде чем спасательные службы добрались до места падения. Но в случае с рейсом 232 такой сценарий посчитали маловероятным. Поиски борта HC-ARS продолжались больше месяца, но закончились безрезультатно. Самолёт вместе с летевшими на нём 59 людьми был объявлен пропавшим без вести. На то время по масштабам это было крупнейшее авиационное происшествие в Эквадоре.

## Версии
Вскоре после исчезновения рейса 232 колумбийские СМИ опубликовали версию, что лайнер был захвачен и угнан боевиками, либо даже наркоторговцами. Но так как эта версия была основана на неподтверждённых слухах, то её отклонили. Наиболее распространённой была версия, что самолёт врезался в вулкан Чимборасо, который находится на полпути между Кито и Куэнкой и несколько в стороне от маршрута. При полёте в облаках (из-за дождей в регионе) рейс 232 мог отклониться от линии заданного пути и врезаться в горный склон, после чего был завален сошедшей от удара лавиной, которая скрыла обломки. Также лайнер мог упасть в ущелье между вулканов Тунгурауа и Сангай, при этом разрушившись на мелкие обломки, которые достаточно сложно видеть с воздуха. Помимо этого, была версия, что пилоты решили обойти дождевые облака с востока и полёт проходил не над Андами, а над джунглями, когда случилась катастрофа, в результате которой самолёт упал в лес, где был скрыт кронами деревьев. Но из-за отсутствия улик ни одну из этих версий нельзя было подтвердить.

## Находка на Чимборасо
В октябре 2002 года группа альпинистов исследовала новый маршрут подъёма на потухший вулкан Чимборасо, который является высочайшей вершиной в Эквадоре (20 700 футов (6300 м) над уровнем моря) и расположен в 90 милях к югу от Кито. Но 17 октября альпинисты всего в 200 метрах ниже вершины неожиданно наткнулись на замёрзшие человеческие останки, а также на торчавшие из-под снега вещи и куски металла. Как позже заявил в телеинтервью альпинист Уилсон Розалес (исп. Wilson Rosales), в этих обломках был опознан фюзеляж самолёта. Была высказана версия, что это был пропавший рейс 232, но без достаточных улик этого нельзя было утверждать точно.
В феврале 2003 года была снаряжена специальная экспедиция с участием военных, следователей, а также специалистов гражданской авиации. 17 февраля группа добралась до места обнаружения обломков, где после изучения пришла к выводу, что на склоне вулкана разбился четырёхдвигательный Vickers Viscount, а конкретно — исчезнувший более четверти века назад борт HC-ARS.